# Dorothy Thornhill
Pour les articles homonymes, voir Thornhill.
Dorothy Thornhill, née en 1910 dans le Cheshire et morte le 15 mai 1987 à Sydney, est une peintre australienne.

## Biographie
Dorothy Thornhill naît en 1910 dans le Cheshire. Elle est l'élève d'A.J.C. Fisher en Angleterre. Elle arrive en Nouvelle-Zélande en 1920. Elle part en Australie en 1929. Elle retourne en Angleterre et est conseillée par Sir Walter Russell. Elle meurt le 15 mai 1987 à Sydney.